# Lissonota luffiator
Lissonota luffiator är en stekelart som beskrevs av Aubert 1969. Lissonota luffiator ingår i släktet Lissonota och familjen brokparasitsteklar. Inga underarter finns listade i Catalogue of Life.